# Thysanocardia catharinae
Thysanocardia catharinae är en stjärnmaskart som först beskrevs av Grnbe 1868.  Thysanocardia catharinae ingår i släktet Thysanocardia och familjen Golfingiidae. Inga underarter finns listade i Catalogue of Life.